# Ada (wyspa)

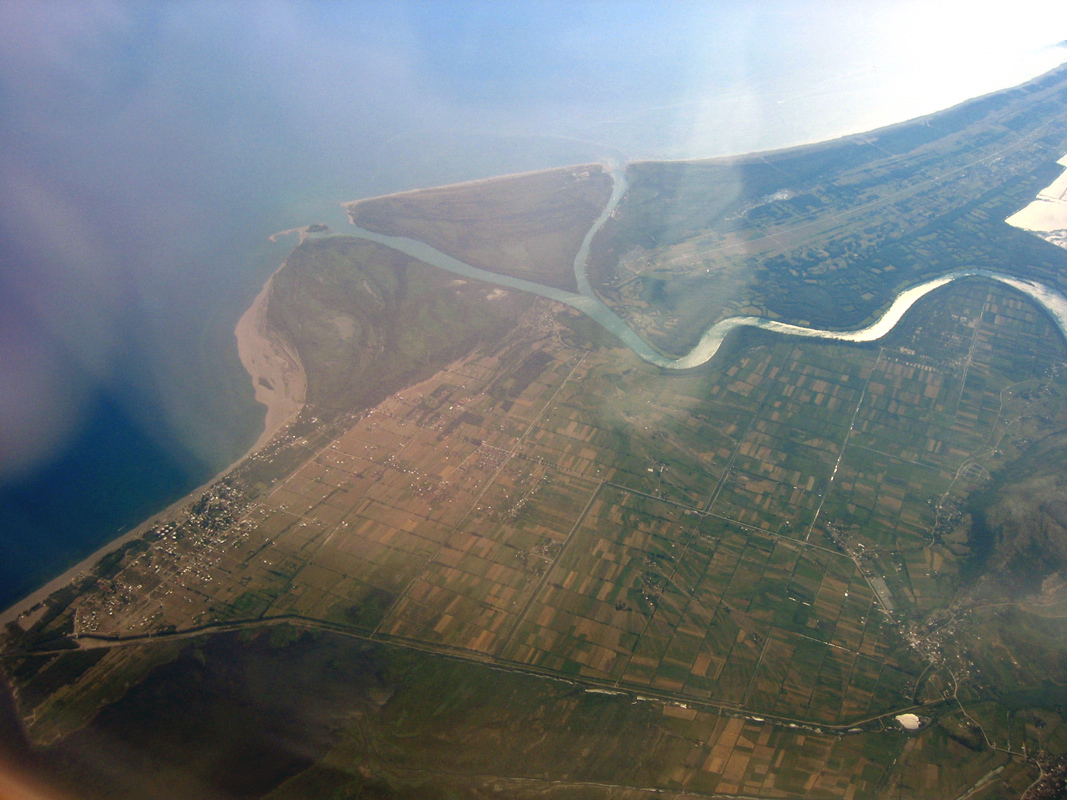
Ada w ujściu Buny

Ada (czarn. Ада Бојана/Ada Bojana, alb. Ishulli i Bunës) – wyspa w gminie Ulcinj w Czarnogórze, przy granicy z Albanią.
Położona jest w niewielkiej delcie rzeki Buna uchodzącej do Morza Adriatyckiego. Powstała w 1858 r., gdy u ujścia Buny zatonął statek "Merito". Gromadzący się wokół wraku piasek utworzył wyspę o powierzchni 4,8 km².
W czasach socjalistycznej Jugosławii stała się ośrodkiem wypoczynkowym przeznaczonym wyłącznie dla zagranicznych turystów. Do dzisiaj istnieje tu jedna z najsłynniejszych plaż naturystycznych.
Magazyn The New York Times umieścił wyspę oraz czarnogórskie południowe wybrzeże (włączając Velika Plaža i Hotel Mediteran) w rankingu 31 najlepsze cele podróży w 2010.